# لايمان ترامبول
لايمان ترمبول (بالإنجليزية: Lyman Trumbull) (12 أكتوبر 1813 - 25 يناير 1896) سيناتور أمريكي من إلينوي ومؤلف مشارك في التعديل الثالث عشر لدستور الولايات المتحدة الأمريكية.
وُلد ترمبول في كولشيستر بولاية كونيتيكت، ومارس مهنة المحاماة في غرينفيل، جورجيا، قبل الانتقال إلى ألتون، إلينوي، عام 1837. تولى منصب وزير خارجية إلينوي من عام 1841 حتى عام 1843، وأصبح قاضيًا في محكمة إلينوي العليا من عام 1848 حتى عام 1853. انتُخِب في مجلس الشيوخ عام 1855 وأصبح عضوًا في الحزب الجمهوري. وبصفته رئيسًا للجنة القضائية في مجلس الشيوخ، فقد شارك بكتابة التعديل الثالث عشر، الذي ألغى العبودية في الولايات المتحدة.
في محاكمة اتهام الرئيس آندرو جونسون عام 1868، صوت ترمبول لتبرئة جونسون على الرغم من الضغط الشديد من السيناتورات الجمهوريين الآخرين (أو أعضاء مجلس الشيوخ الآخرين). وكان أحد المرشحين للانتخابات الرئاسية في المؤتمر الليبرالي الجمهوري عام 1872، لكن الحزب الناشئ رشح هوراس غريلي عوضًا عنه. غادر ترمبول مجلس الشيوخ عام 1873 ليعود للممارسة القانونية في شيكاغو. قبل وفاته عام 1896، أصبح عضوًا في الحزب الشعبوي ومثّل يوجين ڤي. ديبس أمام المحكمة العليا.

## تعليمه ووظيفته الباكرة
وُلِد ترمبول في كولشيستر، كونيتيكت، وهو حفيد المؤرخ بينجامين ترمبول. بعد التخرج من أكاديمية بيكون، عمل في التدريس من عام 1829 حتى عام 1833.
في العشرينيات من عمره، عُيّن رئيسًا لأكاديمية في جورجيا. درس بصفة متدربًا قانونيًا، وقُبل في نقابة المحامين في جورجيا. مارس المحاماة في غرينفيل، جورجيا حتى عام 1837، حين انتقل غربًا إلى ألتون، إلينوي. تحول منزله «منزل لايمان ترمبول» الواقع في ألتون إلى نصب تاريخي وطني.

## المنصب الانتخابي
بحلول عام 1840، انتُخِب ترمبول في مجلس النواب في إلينوي. وعُيّن وزيرًا لخارجية إلينوي، إذ خدم من عام 1841 حتى عام 1843. ثم عين قاضيًا في المحكمة العليا في إلينوي عام 1848، وخدم فيها حتى عام 1853.
على الرغم من أنه انتُخِب في مجلس نواب الولايات المتحدة في عام 1854، فقد انتُخِب أيضًا من قبل الهيئة التشريعية للدولة للعمل في مجلس شيوخ الولايات المتحدة قبل أن يشغل مقعده. عمل في هذا المنصب نحو عقدين من الزمن، من عام 1855 حتى 1873. خلال هذا الوقت، ادعى الانتماء الحزبي للديمقراطيين، ثم الجمهوريين، ثم الجمهوريين الليبراليين، وأخيرًا للديمقراطيين مرة أخرى.
في 7 أغسطس 1858، ألقى ترمبول خطابًا في شيكاغو، صرح فيه: «نحن، الحزب الجمهوري، حزب الرجل الأبيض، نحن نعمل لأجل الرجال البيض الأحرار ولجعل عمل البيض محترمًا ومشرفًا، وهو أمر لا يمكن أن يحدث بوجود منافسة عمل الزنوج العبيد».

في 16 ديسمبر 1861، طلب ترمبول من مجلس الشيوخ النظر في قراره:
«تقرر أن يتجه وزير الخارجية إلى إعلام مجلس الشيوخ إذا ما اعتُقِل شخص أو أشخاص وسُجِنوا في الولايات الموالية للاتحاد، ومحتجزون حاليًا في السجن بأوامر منه أو من قسمه، وإذا ما حدث ذلك، يجب تحديد القانون الذي حدث الاعتقال بموجبه وأقوال الأشخاص المسجونين».
قال السيناتور جيمس ديكسون: «يبدو لي أن هذا القرار لا يؤدِّ لشيءٍ سوى الأذى».
بصفته رئيسًا للجنة القضائية (1861-1872)، شارك بكتابة التعديل الثالث عشر، الذي ألغى كل أشكال العبودية في الولايات المتحدة إلى جانب استخدامه كعقاب على الجرائم التي أُدين بها الحزب، وبدء الحكم القضائي الذي يدعى «سجن الأشغال الشاقة» والذي أصبح قابلًا للتطبيق في جرائم معينة. استغلت الولايات الجنوبية ثغرة دستورية استغلت بموجبها العمل المأجور للسجناء، وهي ممارسة استمرت حتى القرن العشرين.

## محاكمة اتهام جونسون
خلال محاكمة اتهام الرئيس آندرو جونسون، انزعج ترمبول وستة سيناتورات جمهوريون آخرون لاقتناعهم أن ثاديوس ستيفنز وبينجامين ويد وأصحاب المناصب المشابهة قد تلاعبوا بالوقائع ضد جونسون من أجل تقديم جانب واحد فقط من الأدلة. كتب ترمبول على وجه الخصوص: 
«لمجرد طرح فكرة اتهام رئيس ما -ولو بعد أن يهدأ الحماس الحالي- فلا يُعتبر ذلك سببًا كافيًا لمعارضته، إذ إن العديد من هؤلاء الذين ادعوا ضد الرئيس الآن كان مقررًا لهم ذلك من قبل مجلس النواب منذ عدة أشهر فقط، لن يكون أي رئيس مستقبلي مختلفٍ مع غالبية مجلس النواب وثلثي مجلس لشيوخ آمنًا بشأن أي قرار يعتبرونه مهمًا، وبالأخص إذا ما كان ذا سمة سياسية. فإذا باتوا معميين بالحماسة الحزبية، بوجود مثال كهذا أمام عينيهم، لن يترددوا في إزالة أي عائق في الطريق لتحقيق أهدافهم، وما الذي سيصبح ضمن ضوابط وموازنات الدستور، المبتكر بعناية والحيوي جدًا إلى الأبد؟ إنهم ذاهبون جميعًا».
حطم السيناتورات السبعة المقاومون للضغوط المفروضة عليهم صفوف الحزب وتحدوا الرأي العام، مصوتين مع التبرئة، على الرغم من معرفتهم أن قرارهم سيكون مكروهًا. لم يُنتَخب أحد منهم مجددًا بعد المحاكمة، وأجرى النائب بن باتلر من ولاية ماساتشوستس جلسات استماع في مجلس النواب حول تقارير منتشرة تفيد بأن السيناتورات الجمهوريين قد تلقوا رشاوى ليصوتوا لتبرئة جونسون. كشفت جلسات استماع باتلر والاستفسارات اللاحقة أدلة على أن بعض التصويتات لصالح التبرئة كانت نتيجة وعود بوظائف محسوبية وبطاقات لسحب النقد.

## يلوستون
خلال مناظرة الكونغرس في ديسمبر 1871 حول إنشاء حديقة يلوستون الوطنية، تحدث السيناتور ترمبول، الذي كان نجله والتر ترمبول عضوًا في بعثة واشبورن-لانغفورد-دوان إلى يلوستون عام 1870، مؤيدًا لفكرة الحديقة: 
«هنا منطقة من البلاد في أعالي جبال الروكي، حيث توجد أجمل السخانات على وجه الأرض، أرضٌ لا يُحتمَل أن تصبح مأهولة على الإطلاق لغرض الزراعة، لكن من الممكن أن يذهب الفرد هناك ليقف في منتصف الطريق الوحيد الذي يقود للعجائب، ويتقاضى من كل رجل يمر بين وديان هذه الجبال دولارًا أو خمسة. قد يضع عائقًا هناك وتُجمع ضريبة من كل شخص يذهب لرؤية عجائب الخلق».

## وظيفته اللاحقة
بعد مغادرة مجلس الشيوخ عام 1873، بدأ ترمبول بالممارسة القانونية في شيكاغو. عمل في تدريب خصوصي باستثناء فترة وجيزة أدار فيها حملة فاشلة للحاكم (بصفته ديموقراطيًا) في عام 1880. نال ترمبول مقعد شرف في تدشين مسرح قنطرة (ممر) بولمان في يناير عام 1883 في مدينة شركة جورج بولمان.
أصبح شعبويًا في عام 1894. طبقًا لكتاب ألمونت ليندسي لعام 1942 بعنوان إضراب بولمان، شارك ترمبول في الدفاع عن يوجين ديبس وقادة عمل آخرين في اتحاد السكك الحديدية الأمريكي، ممن أدينوا بانتهاك قرار المحكمة الفدرالية أثناء إضراب سكك بولمان الحديدية عام 1894. كان ترمبول عضوًا من الفريق الثلاثي، الذي شمل كلارنس دارو، حين وصل قرار مثولهم أمام القضاء بقضية طرف سابق في مسألة يوجين ڤي. ديبس وآخرين إلى مسامع المحكمة العليا في الولايات المتحدة عام 1895. 

## النصب التذكارية
أطلق جون ويزلي باول خلال رحلاته الاستكشافية في الغرب اسم جبل ترمبول على أحد الجبال في شمال غرب أريزونا تيمنًا بالسيناتور (يدعى حاليًا برية جبل ترمبول). أصبح منزل لايمان ترمبول معلمًا تاريخيًا وطنيًا. ويوجد شارع مسمى بعد ترمبول في مدينة شيكاغو، بالإضافة إلى مدرسة لايمان ترمبول الابتدائية في شيكاغو التي سميت من بعد السيناتور. سميت أيضًا حديقة ترمبول والمنازل المجاورة لها أيضًا بعد السيناتور.

## روابط خارجية
- لايمان ترامبول على موقع الموسوعة البريطانية (الإنجليزية)